# Tuntum Esporte Clube
O Tuntum Esporte Clube é um clube brasileiro de futebol, da cidade de Tuntum, no estado do Maranhão.

## História
O clube teve sua fundação e apresentação em 1 de junho de 2021[carece de fontes?] e com o apoio da prefeitura da cidade, que fica a 365 km de distância da capital, São Luis.  Sua primeira competição profissional foi o  Maranhense da Segunda Divisão, entrando na disputa utilizando o CNPJ e a vaga do Clube Atlético Babaçu, que entre 2019 e 2020 era conhecido como Clube Atlético Bacabal, sendo absorvido definitivamente pelo Tuntum Esporte Clube.
Já na sua primeira participação, o time já garante o acesso inédito a primeira divisão do Campeonato Maranhense e se torna vice-campeão, ao perder a final para o Cordino. Com esse resultado, o time também garante vaga na disputa da Copa Federação Maranhense de Futebol de 2021.
Em dezembro de 2021, o clube conquista seu primeiro título profissional: a Copa FMF, ao vencer o Juventude, de São Mateus do Maranhão, por 1 a 0 na ida e empatar por 1 a 1 na volta em casa . Com o título, optou pela vaga na Copa do Brasil de 2022, deixando a vaga pra Série D para o Juventude Samas.
Em 2022, marcou o ano em que o time ficou conhecido nacionalmente, após a conquista da vaga na Copa do Brasil, o time enfrentou, na primeira fase, o time enfrentou o Volta Redonda do Rio de Janeiro, em confronto que o time Maranhense venceu por 4x2 no Estádio Rafael Seabra, que com esse resultado, lhe consagrou a vaga na 2° fase do Copa do Brasil. Na segunda fase do torneio, enfrentou o Cruzeiro, o time com maior n° de títulos da Copa. Em jogo único, com o "Rafão" lotado, o time Mineiro fez 3x0 no time Tuntuense, e assim, avançando para a terceira fase. No mesmo ano, o Tuntum foi rebaixado para a Série B do Maranhense de 2023, e viu seu rival, Cordino, ser vice do campeonato, perdendo para o Sampaio Corrêa nas penalidades.

## Titulos
| Estaduais | Estaduais                          | Estaduais | Estaduais   |
|           | Competição                         | Títulos   | Temporadas  |
| --------- | ---------------------------------- | --------- | ----------- |
|           | Copa FMF                           | 2         | 2021 e 2022 |
|           | Campeonato Maranhense - 2ª Divisão | 1         | 2023        |

## Estatísticas

### Participações
|  | Participações em 2025 |

| Competição | Competição            | Temporadas | Melhor campanha           | Estreia | Última | P | R |
| Maranhão   | Campeonato Maranhense | 3          | 6º colocado (2024 e 2025) | 2022    | 2025   |   | 1 |
| Maranhão   | Segunda Divisão       | 2          | Campeão (2023)            | 2021    | 2023   | 2 |   |
| Maranhão   | Copa FMF              | 2          | Campeão (2021 e 2022)     | 2021    | 2022   |   |   |
| Brasil     | Copa do Brasil        | 2          | 2ª fase (2022)            | 2022    | 2023   |   |   |